# Gregg Berger
Greggory Berger, detto Gregg (Saint Louis, 10 dicembre 1950), è un attore e doppiatore statunitense.
È conosciuto principalmente per avere dato voce al personaggio del cane Odie, nella versione originale di Garfield.

## Filmografia parziale

### Doppiatore

#### Cinema
- Topolino e la magia del Natale (1999)
- Monsters University (2013)
- Cattivissimo me 3 (2017)

#### Televisione
- Ecco Pippo! (1 episodio, 1993)
- I Simpson (1 episodio, 2010)
- Becker - serie TV, episodio 2x20 (2000)

#### Videogiochi
- Gabriel Knight 3: Il mistero di Rennes-le-Château – Abbe Arnaud
- Spyro 2: Gateway to Glimmer - Ripto, Hunter il ghepardo
- Grand Theft Auto 2 - Trey Welsh
- Spyro: Year of the Dragon – Hunter il ghepardo
- Final Fantasy X – Jecht
- Spyro: Enter the Dragonfly – Hunter il ghepardo, Ripto, Crush, Gulp
- James Bond 007: Nightfire – Q
- Final Fantasy X-2 – Jecht
- Age of Empires III – Federico il Grande
- Yakuza – Yukio Terada
- Kingdom Hearts II – Ih-Oh
- Guild Wars: Factions – Erek
- Halo Wars – Capitano James Gregory Cutter
- Final Fantasy XIII-2 – Voci aggiuntive
- Agents of Mayhem - L.E.G.I.O.N Hammersmith
- Spyro Reignited Trilogy - Hunter il ghepardo, Ripto, Crush, Gulp